# Musa Murtasalijew
Musa Murtasalijew (* 26. Mai 1988) ist ein armenischer Ringer. Er wurde 2011 Vize-Europameister im freien Stil im Weltergewicht.

## Werdegang
Musa Murtasalijew ist dagestanischer Herkunft und begann als Jugendlicher im Jahre 2001 in Machatschkala mit dem Ringen, wobei er sich auf den freien Stil konzentriert. Er ist Student, lebt aber vom Ringen. In den Anfangsjahren seiner Karriere startete er noch für Russland. Aus dieser Zeit ist aber nur ein Ergebnis bekannt. Er belegte 2008 beim "Schamil-Umachanow"-Memorial in Chassavyurt im Weltergewicht den 5. Platz.
Da er in Russland eine sehr starke Konkurrenz hatte, entschloss er sich 2011 für Armenien zu starten. Trainiert wird er seit dieser Zeit von Araik Bagdadhian. Seinen ersten Start für Armenien absolvierte er im Februar 2011 beim renommierten "Yasar-Dogu"-Memorial in Istanbul. Er gewann dieses Turnier im Weltergewicht vor Ruslan Walijew, Russland und Kachaber Chubeschti, Slowakei. Im März 2011 war er bei der Europameisterschaft in Dortmund am Start und kam dort mit Siegen über Alberto Martinez Navarro, Spanien, Kiril Tersiew, Bulgarien und Dawit Chutischwili, Georgien in das Finale, in dem er allerdings gegen Denis Zargusch aus Russland unterlag. Der Gewinn der EM-Silbermedaille war aber ein großer Erfolg für ihn. Bei der Weltmeisterschaft 2011 in Istanbul kam er zu Siegen über Oleg Motsalin, Griechenland und Yunieski Blanco Mora, Kuba. Er verlor aber dann gegen Əşrəf Əliyev aus Aserbaidschan. Da dieser das Finale nicht erreichte, schied er aus und kam nur auf den 13. Platz.
Im Jahre 2012 musste er erkennen, dass es nicht so leicht ist, sich in der internationalen Spitzengruppe der Ringer zu halten. Bei der Europameisterschaft in Belgrad kam er nach Siegen über Marius Lucian Atofanin, Rumänien und Miroslaw Dikun, Großbritannien und einer Niederlage gegen Aleksandr Qostiyev aus Aserbaidschan aber immerhin noch auf den 8. Platz. In zwei folgenden Olympia-Qualifikationsturnieren gelang es ihm aber nicht, sich für die Teilnahme an den Olympischen Spielen 2012 in London zu qualifizieren.
Ende 2012 wechselte Musa Murtasalijew vom Welter- in das Mittelgewicht. Im Februar 2013 gelang ihm dabei in Kiew ein bemerkenswerter Turniersieg, wobei er István Veréb aus Ungarn und den ehemaligen Weltmeister Ibragim Aldatow aus der Ukraine auf die Plätze verweisen konnte.
Bei der Europameisterschaft 2013 in Tiflis konnte er wieder überzeugen und sich mit Siegen über Michael Bodnar, Slowakei, Ibragim Aldatow und Piotr Janulow, Moldawien in das Finale kämpfen. In diesem verlor er allerdings gegen den Titelverteidiger und Lokalmatadoren Dato Marsagischwili. Bei der Weltmeisterschaft dieses Jahres in Budapest gelang ihm kein Medaillengewinn. Nach Siegen über Piotr ianulow, Moldawien und Marco Riesen, Schweiz, verlor er gegen Ibragim Aldatow, Ukraine und gegen István Veréb, Ungarn und kam dadurch nur auf den 11. Platz.
2014 war er wieder bei der Europameisterschaft, die in Vantaa/Finnland stattfand, am Start. Er rang in der neuen Gewichtsklasse bis 86 kg und kam dort zu Siegen über Rene Matejov, Slowakei und Timofei Xenidis, Griechenland, dann verlor er gegen Murad Gaidarow aus Weißrussland, erkämpfte sich danach in der Trostrunde mit einem Sieg über Alexander William Dolly aus Irland noch eine EM-Bronzemedaille.

## Internationale Erfolge
| Jahr | Platz | Wettbewerb                                      | Gewichtsklasse | Ergebnisse |
| 2008 | 5.    | "Schamil-Umachanow"-Memorial in Chassavyurt     | Welter         | Sieger: Salimchan Parangajew vor Achmed Alagomedow, beide Russland |
| 2011 | 1.    | "Yasar-Dogu"-Memorial in Istanbul               | Welter         | vor Ruslan Walijew, Russland und Kachaber Chubeschti, Slowakei |
| 2011 | 2.    | EM in Dortmund                                  | Welter         | nach Siegen über Alberto Martinez Navarro, Spanien, Kiril Tersiew, Bulgarien und Dawit Chuzischwili, Georgien und einer Niederlage gegen Denis Zargusch, Russland                  |
| 2011 | 3.    | "Ali-Alijew"-Memorial in Kaspisk                | Welter         | hinter Machatsch Murtasalijew, Russland und Əşrəf Əliyev, Aserbaidschan |
| 2011 | 3.    | Intern. Turnier in Kiew                         | Welter         | hinter Jordan Burroughs, USA und Alibek Akbajew, Russlan |
| 2011 | 13.   | WM in Istanbul                                  | Welter         | nach Siegen über Oleg Motsalin, Griechenland und Yunieski Blanco Mora, Kuba und einer Niederlage gegen Əşrəf Əliyev                                                                |
| 2012 | 8.    | EM in Belgrad                                   | Welter         | nach Siegen über Marius Atofanin, Rumänien und Miroslaw Dikun, Großbritannien und einer Niederlage gegen Aleksandr Qostiyev, Aserbaidschan                                         |
| 2012 | 4.    | Olympia-Qualif.-Turnier in Taiyuan/China        | Welter         | hinter Pürewdschawyn Önörbat, Mongolei, Gábor Hatos, Ungarn und Zhang Chongyao, China                                                                                              |
| 2012 | 12.   | Olympia-Qualif.-Turnier in Helsinki             | Welter         | Sieger: Narasingh Pancham Yadav, Indien vor Oleg Motsalin |
| 2012 | 7.    | "Alexander-Medwed"-Preis in Minsk               | Mittel         | Sieger: Murad Gaidarow, Weißrussland vor Chabib Abdullajew, Russland |
| 2012 | 1.    | "Stjepan-Sargisjan"-Memorial in Vanazdor        | Welter         | vor Hassan Tahmasebi, Iran und Ruslan Walijew |
| 2013 | 23.   | "Iwan-Yarigin"-Golden-Grand-Prix in Krasnojarsk | Mittel         | Sieger: Ansor Urischew vor Magomed Ibragimow IV und Bechan Kurkijew, alle Russland                                                                                                 |
| 2013 | 1.    | Intern. Turnier in Kiew                         | Mittel         | vor István Veréb, Ungarn und Ibragim Aldatow, Ukraine |
| 2013 | 2.    | EM in Tiflis                                    | Mittel         | nach Siegen über Michael Bodnar, Slowakei, Ibragim Aldatow und Piotr Ianulow, Moldawien und einer Niederlage gegen Dato Marsagischwili, Georgien                                   |
| 2013 | 11.   | Universiade in Kasan                            | Mittel         | Sieger: Gheorghita Stefan, Rumänien vor Schamil Kadijamagomedow, Russland |
| 2013 | 11.   | WM in Budapest                                  | Mittel         | nach Siegen über Piotr Ianulow, Moldawien und Marco Riesen, Schweiz und Niederlagen gegen Ibragim Aldatow und István Veréb, Ungarn                                                 |
| 2014 | 5.    | Dan Kolow & Nikola Petrow-Memorial in Sofia     | bis 86 kg      | hinter Gamsat Osmanow, Aserbaidschan, Firat Birinci, Türkei, Radoslaw Marcinkewicz, Polen und J. Fajardo, Puerto Rico                                                              |
| 2014 | 3.    | EM in Vantaa/Finnland                           | bis 86 kg      | nach Siegen über Rene Matejov, Slowakei und Timofei Xenidis, Griechenland, einer Niederlage gegen Murad Gaidarow, Weißrussland und einem Sieg über Alexander William Dolly, Irland |

Erläuterungen
- alle Wettkämpfe im freien Stil
- WM = Weltmeisterschaft, EM = Europameisterschaft
- Weltergewicht, Gewichtsklasse bis 74 kg, Mittelgewicht, bis 84 kg Körpergewicht (bis 31. Dezember 2013); seit 1. Januar 2014 gilt eine neue Gewichtsklasseneinteilung durch den Ringer-Weltverband FILA